# Kaidō Yasuhiro
Kaidō Yasuhiro (jap. 魁道 康弘; * 24. Oktober 1975 in Tokio als Tanaka Yasuhiro (田中 康弘)) ist ein ehemaliger japanischer Sumōringer.
Kaidō gehörte dem Stall Tomozuna-beya an und war seit 1998 Profi, anfangs noch unter seinem Geburtsnamen. Vor seiner Laufbahn im Profisport war er ein erfolgreicher Hochschulsportler. In der Makushita-Division gelang ihm der Aufstieg zunächst nicht, obwohl er mehrfach an der Spitze der Rangliste stand. Knieverletzungen verhinderten jedes Mal sein Fortkommen.
Im Mai 2003 gelang ihm der Sprung in die Sekitori-Ränge. Er änderte seinen Kampfnamen zu Kaitō (魁道), wurde aber nach einem Make-koshi wieder zurückgestuft. Erst im September des Jahres erschien er wieder auf der Banzuke der Jūryō-Division, nun endlich unter dem Namen Kaidō unter Beibehaltung der Schreibweise. Bis zum März 2005 gehörte er durchgängig dieser Liga an und konnte bis in ihre oberen Ränge aufsteigen. Seine chronischen und wiederkehrenden Beinprobleme führten jedoch wieder zu einer Rückstufung, so dass Kaidō wieder in der Makushita kämpfte. Im August 2006 gab sein Heya Kaidōs Rückzug vom Sumō bekannt.
Kaidō war langjähriger Assistent und Trainingspartner von Kaiō.